# Бенґ!
Бенґ! (англ. Bang!) — картярська гра в жанрі вестерн, створена італійським автором настільних ігор Еміліано Шарра та випущена італійським видавцем DV Giochi у 2002 році.

## Історія створення
У вересні 1999 року Еміліану Шарру спала думка створити настільну гру для великої компанії, яка б могла підійти для сімейних вечорів. На його думку ця гра мала бути простою в поясненні, швидкою та веселою. Саме тому був обраний вестерн, бо він відомий всім. Дикий Захід добре підходить для легкого розіграшу персонажів та створення правильної атмосфери. У той же час будучи гравцем колекційної карткової гри Magic: The Gathering Еміліано шукав спосіб грати в командах, коли за столом непарна кількість гравців. Спочатку гра являла собою звичайну перестрілку між ковбоями з дистанцією між ними. Згодом додав шерифа та ренегата, який і став третьою стороною у грі з непарною кількістю гравців. Ренегат з'являвся тільки тоді, коли в грі було непарна кількість гравців, але видавництво DV Giochi наполягло на постійному включенні до гри, через додатковий елемент невизначеності.
Під час різдвяних свят Еміліано Шарра за десять днів допрацьовував всі правила, персонажів та гральні карти. 6 січня 2000 року відбулась перша партія прототипу гри, в ній взяли участь шість гравців. Через декілька днів гру було представлено в шаховому клубі, вона настільки зацікавила членів клубу, що вони наступного дня почали обмінюватись повідомленнями зі словом «BANG!», на що відповідали словом «Dodge!» (оригінальна назва картки «Мимо!»). Гра набирала популярність, тому Еміліано створив декілька копій прототипу, щоб члени клубу могли грати без його участі. Перша назва гри була «Tombstone», але назва «BANG!», яку спершу заперечував Еміліано, асоціювалась та запам'ятовувалась краще, тому згодом офіційна назва гри стала саме така.
Велика популярність гри в клубі підштовхнула Еміліано шукати видавця. На кінці 2000 року він зв'язався з агентством у США, але гра не зацікавила їх, пояснюючи, що вона надто схожа на «Family Business». У 2001 році друзі Еміліано створили видавництво daVinci, яке планувало видавати дешеві ігри. Показавши свою гру плани видавництва змінились порушивши весь редакційний план, було вирішено видати гру. Видавництво порадило внести декілька змін до гри:
- на початку ходу витягувати дві карти замість однієї;
- використовувати долілиць карт для показу одиниць здоров'я;
- додати перевірку картами. Замість неї використовували монети, а згодом 8-граний кубик;
- обмежити колоду до 110 карт, позбавивши одноразових карт та персонажів, які були погано збалансовані (згодом потрапили до доповнення «Додж-Сіті»);
- прибрати текст з карт замінивши його на символи.

Перша партія гри накладом 2400 примірників поступила до продажі в Італії наприкінці липня 2002 року.

## Огляд
В грі відбувається типова перестрілка спагеті-вестерну за допомогою карт. У гру можуть грати від чотирьох до семи гравців (з доповненням від трьох до восьми).

### Ролі
Гравці відіграють одну з чотирьох класичних ролей Дикого Заходу. Розподіл ролей відбувається таємно, на кожній картці ролі вказане завдання для перемоги.
| Роль            | Кількість гравців | Ціль гри                                    | Примітка |
| --------------- | ----------------- | ------------------------------------------- | --- |
| Шериф           | 1                 | Вбити бандитів та ренегата                  | Гравець який виконує роль шерифа має перевернути картку ролі горілиць та взяти додаткове життя, це єдина роль, яка грається у відкриту |
| Помічник шерифа | 0-2               | Допомогти шерифу вбити бандитів та ренегата | Якщо шериф вбиває помічника, то отримує штраф                                                                                          |
| Бандит          | 2-3               | Вбити шерифа                                | За вбивство бандита гравець отримує винагороду                                                                                         |
| Ренегат         | 1-2               | Вбити бандитів, помічника та шерифа         | Якщо шериф помирає не останнім, то перемагають бандити                                                                                 |

### Персонажі
Разом з роллю гравець отримує персонажа, який володіє унікальною можливістю та певною кількістю патронів, які слугують показником одиниць здоров'я. В грі присутні 16 персонажів, більшість яких були створенні на основі справжніх людей або інших вигаданих персонажей:
| Назва персонажа   | Оригінальна назва | Прообраз                                       | Унікальне вміння | Кількість патронів |
| ----------------- | ----------------- | ---------------------------------------------- | --- | ------------------ |
| Ангельські Очі    | Slab the Killer   | «Поганий» з фільму «Хороший, поганий, злий»    | Щоб скасувати його влучання картою «Бенґ!», потрібно зіграти дві карти «Мимо!». Ефект від карти «Бочка» вважається лише як одна карта «Мимо!» | 4                  |
| Бідова Джейн      | Calamity Janet    | Каламіті Джейн                                 | Може використовувати карту «Бенґ!» як «Мимо!» та навпаки. Якщо гравець зіграв карту «Мимо!» як «Бенґ!», то в той же хід не може зіграти звичайну карту «Берг!» (за умови якщо в гравця немає в грі карти «Вулканік»)                                                             | 4                  |
| Буч Кессіді       | Bart Cassidy      | Буч Кессіді                                    | Щоразу, коли він втрачає одиницю здоров'я, він негайно витягує карту з колоди | 4                  |
| Великий Змій      | Vulture Sam       | -                                              | Кожного разу, коли вибуває інший гравець з гри, Змій забирає собі всі його карти, які гравець мав на руках та в грі | 4                  |
| Джанґо            | El Gringo         | Гринго — сленгове іспанське слово              | Кожного разу, коли він втрачає одиницю здоров'я через карту, яку розіграв інший гравець, витягує випадкову карту з руки цього гравця (одна карта на кожне життя) | 3                  |
| Джессі Джеймс     | Jesse Jones       | Джессі Джеймс                                  | Під час фази 1 свого ходу він може взяти першу карту з колоди або випадковим чином з руки будь-якого іншого гравця, а потім взяти другу карту з колоди | 4                  |
| Кіт Карсон        | Kit Carlson       | Кіт Карсон                                     | Під час фази 1 свого ходу він бере три верхні карти з колоди та на власний розсуд повертає одну назад до колоди | 4                  |
| Малюк Біллі       | Willy the Kid     | Біллі Кід                                      | Під час свого ходу він може зіграти будь-яку кількість карт «Банг!» картки | 4                  |
| Невловимий Джо    | Paul Regret       | Пол Регрет з фільму Команчерос                 | Вважається, що він завжди має в грі «Мустанг»; знаходиться на 1 одиницю відстані далі для всіх гравців. Якщо у нього є карта «Мустанг» у грі, відстань збільшується на 2 | 3                  |
| Незворушна Розі   | Rose Doolan       | -                                              | Вважається, що вона постійно має в грі «Приціл»; всі інші гравці знаходяться для неї на 1 одиницю відстані ближче (не менше 1). Якщо у неї є карта «Приціл» у грі, вона може рахувати їх обидві, зменшуючи відстань інших гравців для неї на 2                                   | 4                  |
| Скажений пес      | Black Jack        | Том Кетчум (відомий як Чорний Джек)            | Під час фази 1 свого ходу він повинен показати другу карту, якщо масть цієї карти чирва або бубна він бере додаткову карту не відкриваючи її | 4                  |
| Сюзі Лафаєт       | Suzy Lafayette    | -                                              | Кожного разу, коли в неї не залишається карт на руці, вона миттєво витягує картку з колоди (властивість не діє під час Дуелі) | 4                  |
| Том Кетчум        | Sid Ketchum       | Том Кетчум                                     | У будь-який час він може скинути дві карти зі своєї руки, щоб повернути одну одиницю здоров'я. Він може використовувати цю здатність кілька разів за раз | 4                  |
| Туко              | Pedro Ramirez     | «Злий» з фільму «Хороший, поганий, злий»       | Під час фази 1 свого ходу він може взяти першу картку зі стосу скиду або з колоди, потім бере другу карту з колоди | 4                  |
| Щасливчик Люк     | Lucky Duke        | Щасливчик Люк                                  | Під час перевірки може взяти дві карти замість однієї. Після цього обидві карти скидаються | 4                  |
| Чоловік без імені | Jourdonnais       | Капітан човна в романі та фільмі «Широке небо» | Вважається, що він завжди має в грі «бочку»; коли проти нього грають карту «Берг!», може виконати перевірку, якщо витягує чирву, то влучання скасовується. Якщо у нього в грі є карта «Бочка», він може використати їх обидві, що дає йому два шанси скасувати дію карти «Бенґ!» | 4                  |

### Гральні карти
В грі є два типи гральних карт: з коричневою рамкою (одноразові) та з синьою рамкою (постійні). Карти з коричневою рамкою їх ефект виконується миттєво як тільки вони були задіяні в грі та поміщуються до стосу скиду після використання. Карти з синьою рамкою можуть бути розміщенні перед гравцем, їх ефект довготривалий та може тривати до того часу поки гравець не втратить відповідну карту.
| Назва карти         | Оригінальна назва   | Кількість карт в колоді | Властивість |
| З коричневою рамкою | З коричневою рамкою | З коричневою рамкою     | З коричневою рамкою |
| ------------------- | ------------------- | ----------------------- | --- |
| Бенґ!               | Bang!               | 25                      | Знижує одиницю здоров'я |
| Мимо!               | Mancato!            | 12                      | Скасовує ефект «Берг!» |
| Пиво                | Birra               | 6                       | Відновлює одну одиницю здоров'я. Не можна отримати більше одиниць здоров'я, ніж було на початку гри. Можна зіграти не всій хід, якщо персонаж втрачає останню одиницю здоров'я. Карта не діє якщо залишається в грі два гравці. |
| Салун               | Saloon              | 1                       | Відновлює всім гравцям одну одиницю здоров'я |
| Диліжанс            | Diligenza           | 2                       | Візьміть дві карти з колоди |
| Веллс Фарґо         | Wells Fargo         | 1                       | Візьміть три карти з колоди |
| Крамниця            | Emporio             | 2                       | Використавши цю карту відкрийте стільки карт з колоди, стільки «живих» гравців в грі. За годинниковою стрілкою починаючи з гравця який використав «крамницю» гравці забирають на руку одну карту з відкритих.                   |
| Паніка!             | Panico!             | 4                       | Візьміть одну карту з руки чи гри в іншого гравця на відстані один. «Приціл» та «Мустанг» змінюють відстань між гравцями. |
| Красуня             | Cat Balou           | 4                       | Заставити будь-якого гравця скинути до стосу скиду карту з руки чи гри |
| Ґатлінг             | Gatling             | 1                       | Всі інші гравці зазнають одного влучання |
| Індіанці!           | Indiani!            | 2                       | Кожен інший гравець повинен або скинути з руки карту «Бенґ!», або втратити одиницю здоров'я |
| Дуель               | Duello              | 3                       | Викликаєте іншого гравця на дуель незважаючи на відстань. Гравці по черзі мають обмінюватись картами «Берг!». Зазнає поразки той, хто перший не зміг кинути карту «Берг!». За програш в дуелі гравець втрачає одиницю здоров'я  |
| З синьою рамкою     |                     |                         | |
| Мустанг             | Mustang             | 2                       | Відстань до гравця, який володіє цією картою в грі, для всіх інших гравців збільшується на один |
| Приціл              | Mirino              | 1                       | Гравець який має цю карту в грі, відстань до інших гравців зменшується на один (мінімальна відстань — 1) |
| Бочка               | Barile              | 2                       | Пройдіть перевірку, якщо це чирва — скасуйте влучання |
| В'язниця            | Prigione            | 3                       | Гравець, який потрапляє до в'язниці, коли настає час його ходу, повинен пройти перевірку. Якщо чирва гравець виходить з в'язниці, в іншому випадку пропускає свій хід. Проти шерифа не можна використати в'язницю               |
| Динаміт             | Dinamite            | 1                       | На початку свого ходу пройдіть перевірку, якщо це від 2 до 9 пік, то динаміт детонує і втрачаєте три одиниці здоров'я. В іншому випадку передайте динаміт наступному гравцю за годинниковою стрілкою                            |
| Вінчестер           | Winchester          | 1                       | Дозволяє стріляти на відстань 5 |
| Вулканік            | Volcanic            | 2                       | Дозволяє стріляти на відстань 1 скільки завгодно разів за хід |
| Ремінґтон           | Remington           | 1                       | Дозволяє стріляти на відстань 3 |
| Скофілд             | Schofield           | 3                       | Дозволяє стріляти на відстань 2 |
| Карабін             | Rev. Carabine       | 1                       | Дозволяє стріляти на відстань 4 |

## Правила гри

### Підготовка до гри
В гру можуть брати участь від чотирьох до семи гравців. Кожному гравцеві випадковим чином роздають карту ролі та персонажа Для того, щоб розпочати гру потрібно роздати гравцям карти ролей долілиць, всього є чотири ролі. В залежності від кількості гравців кількість ролей та гравців за роль може змінюватись: . Картка ролі шерифа розкривається, гравець із цією карткою отримує додатковий патрон, що представляє собою одиницю здоров'я. На кожній карті персонажа вказано певну кількість патронів, яку гравець має покласти на своєму гральному планшеті. Після чого кожному гравцю роздається стільки гральних карт, скільки в них патронів. З доповненням кількість гравців може збільшитись до восьми і також можна грати в трьох використовуючи заступника, розбійника та ренегата. В залежності від кількості гравців ролі роздаються в такій кількості:
| Кількість гравців                    | Шериф | Помічник шерифа | Бандит | Ренегат |
| ------------------------------------ | ----- | --------------- | ------ | ------- |
| 3 гравці (з доповненням «Додж-Сіті») | 0     | 1               | 1      | 1       |
| 4 гравці                             | 1     | 0               | 2      | 1       |
| 5 гравці                             | 1     | 1               | 2      | 1       |
| 6 гравці                             | 1     | 1               | 3      | 1       |
| 7 гравці                             | 1     | 2               | 3      | 1       |
| 8 гравці (з доповненням «Додж-Сіті») | 1     | 2               | 3      | 2       |

### Хід гри
Гра ведеться по черзі за годинниковою стрілкою, починаючи з Шерифа. Хід кожного гравця поділяється на три фази:

#### 1 фаза (підбір)
Гравець, який починає хід має взяти дві верхні карти з колоди.

#### 2 фаза (розіграш)
Гравець може виконувати розіграш наявних карт. Під час цієї фази гравець може атакувати іншого гравця, зцілити або покращити свого персонажа. За хід гравець може розіграти будь-яку кількість карт на користь собі або на шкоду інших гравців, проте зобов'язаний дотримуватись трьох обмежень: карту «Берг!» можна зіграти за хід лише раз; не можна мати в грі кілька однакових карт; в грі можна мати лише одну зброю.
Розігравши одноразову карту гравець скидає її до стосу скиду та застосовує всі її ефекти. Розігруючи постійну карту, гравець кладе її горілиць перед собою. Всі карти, які лежать перед гравцем перебувають в грі та їх ефекти діють постійно поки карта не буде скинута.

#### 3 фаза (скидання)
Коли гравець більше не бажає або немає можливості продовжувати хід він зобов'язаний скинути з руки надлишок. Обмеження по кількості карт на руці визначається кількістю патронів, які залишились в гравця на кінець його ходу.

#### Відстань між гравцями
Відстань між двома гравцями рівна проміжку між ними, наприклад: якщо між двома гравцями знаходиться ще третій гравець, то проміжків між першими двома гравцями два — відстань відповідно теж два. Гравці, які вибули з гри не рахуються під час визначення відстані.

#### Загибель персонажа
Якщо гравець втрачає останній патрон (одиницю здоров'я), він може відразу зіграти карту «Пиво» та зберегти останню одиницю здоров'я, якщо гравець немає такої карти, то гравець втрачає останню одиницю здоров'я і зобов'язаний показати карту ролі та скинути до стосу скиду всі карти з руки та гри.

#### Штрафи та нагороди
- Якщо шериф вбиває помічника, то шериф зобов'язаний скинути всі свої карти з руки та гри.
- Будь-який гравець, який убив бандита, повинен взяти на руку три карти з колоди.

#### Перевірка
Кожна гральна карта має позначку масті та значення в лівому нижньому кутку. На деяких картах в описі ефекту вказана масть (іноді зі значенням), застосовуючи ефект такої карти гравець має пройти перевірку — перевернувши верхню карту з колоди та подивитись на її масть та значення. Якщо вони збігаються з вказаними на зіграній карті — активуйте ефект. В іншому випадку нічого не відбувається.

### Кінець гри
Гра завершується в одному з таких випадків:
1. Смерть шерифа. Якщо залишився живий тільки ренегат, то перемагає він, у всіх інших випадках — бандити.
2. Шериф залишився живий. Якщо всі бандити та ренегат вбиті, то перемагає шериф та його помічник.

## Доповнення

### Рівно опівдні (2003)
Прообразом доповнення став фільм 1952 року «Рівно опівдні» режисера Фреда Циннеманна. Доповнення має 13 карт подій, які відкриває шериф по одній на початку свого ходу, ефекти подій застосовуються до кожного гравця. Кожна карта події діє поки шериф не відкриє нову карту. У 2007 році було випущено спеціальне видання «Бенґ! Куля!» в якій було додаткові дві карти подій.
Картки подій в оригінальному виданні були з темно-зеленою рамкою, в наступних виданнях було змінено рамку на оранжеву.
| Назва події      | Ефект |
| ---------------- | --- |
| Банда Далтона    | Гравець який має перед собою карту з синьою рамкою скидає одну на свій вибір                                                                           |
| Благословення    | Масть всіх карт вважається чирва протягом усього раунду                                                                                                |
| Жага             | Кожен гравець бере лише одну карту у фазі 1 (набору) свого ходу                                                                                        |
| Золота лихоманка | Весь раунд гра ведеться проти годинникової стрілки, починаючи з шерифа. Ефекти карти «Динаміт» та «Магазин» продовжують діяти за годинниковою стрілкою |
| Лікар            | Гравець або гравці з найменшою кількістю наявних одиниць здоров'я відновлює одну одиницю здоров'я                                                      |
| Місто-привид     | Кожен вбитий гравець повертається у свій хід як привид: він бере три карти замість двох і не може померти. У кінці свого ходу він знову вибуває        |
| Перестрілка      | Гравець може зіграти додаткову карту «Бенґ!» під час свого ходу                                                                                        |
| Поїзд            | Кожен гравець бере одну додаткову карту у фазі 1 (набору) свого ходу                                                                                   |
| Похмілля         | Персонажі втрачають свої особливі здібності на весь хід                                                                                                |
| Превелебний      | Не можна грати карту «Пиво» протягом усього раунду |
| Прокляття        | Масть всіх карт вважається піка протягом усього раунду                                                                                                 |
| Проповідь        | Гравець не може використовувати «Бенґ!» під час свого ходу                                                                                             |
| Рівно опівдні    | Кожен гравець втрачає одну одиницю здоров'я на початку свого ходу (застосовується кожного ходу, доки не закінчиться гра. Ця подія грається останньою)  |

### Додж-Сіті (2004)
Прообразом доповнення став однойменний фільм 1939 року «Додж-Сіті» режисера Майкла Кертіса. Доповнення містить 15 нових персонажів, 40 гральних карт, 8 карт ролей. Завдяки появі другого ренегата в гру може грати до 8 гравців. Також було додані правила для гри в трьох.
В доповненні були додані нові гральні карти та новий тип гральних карт із зеленою рамкою, які можуть бути використані наступного ходу. Також на нових картах з'явився додатковий символ, який означає, що з наявною картою потрібно скинути ще одну, щоб використати цю карту.
| Назва карти         | Оригінальна назва   | Кількість доданих карт | Властивість |
| З коричневою рамкою | З коричневою рамкою | З коричневою рамкою    | З коричневою рамкою |
| ------------------- | ------------------- | ---------------------- | --- |
| Бенґ!               | Bang!               | 4                      | Знижує одиницю здоров'я |
| Мимо!               | Mancato!            | 1                      | Скасовує ефект карти «Берг!» |
| Ухилення            | Schivata            | 2                      | Скасовує ефект карти «Берг!» та візьміть карту з колоди. |
| Паніка!             | Panico!             | 1                      | Візьміть одну карту з руки чи гри в іншого гравця на відстані один. «Приціл» та «Мустанг» змінюють відстань між гравцями. |
| Красуня             | Cat Balou           | 1                      | Заставити будь-якого гравця скинути до стосу скиду карту з руки чи гри |
| Пиво                | Birra               | 2                      | Відновлює одну одиницю здоров'я. Не можна отримати більше одиниць здоров'я, ніж було на початку гри. Можна зіграти не всій хід, якщо персонаж втрачає останню одиницю здоров'я. Карта не діє якщо залишається в грі два гравці. |
| Віскі               | Whisky              | 1                      | Скинувши додаткову карту, відновлює дві одиниці здоров'я |
| Текіла              | Tequila             | 1                      | Скинувши додаткову карту, відновіть одну одиницю здоров'я будь-якому гравцеві |
| Індіанці!           | Indiani!            | 1                      | Кожен інший гравець повинен або скинути з руки карту «Бенґ!», або втратити одиницю здоров'я |
| Крамниця            | Emporio             | 2                      | Використавши цю карту відкрийте стільки карт з колоди, стільки «живих» гравців в грі. За годинниковою стрілкою починаючи з гравця який використав «крамницю» гравці забирають на руку одну карту з відкритих.                   |
| Удар                | Pugno               | 1                      | Знижує одиницю здоров'я гравцю на відстані один |
| Бійка               | Rissa               | 1                      | Скинувши додаткову карту, кожен гравець скидає до одну карту з руки чи гри |
| Реґтайм             | Rag Time            | 1                      | Скинувши додаткову карту, візьміть одну карту з руки чи гри в іншого гравця |
| Спринґфілд          | Springfield         | 1                      | Скинувши додаткову карту, зіграйте як «Бенґ!» не зважаючи на відстань |
| З синьою рамкою     |                     |                        | |
| Мустанг             | Mustang             | 1                      | Відстань до гравця, який володіє цією картою в грі, для всіх інших гравців збільшується на один |
| Срібло/Бінокль      | Silver/Binocolo     | 1                      | Гравець який має цю карту в грі, відстань до інших гравців зменшується на один (мінімальна відстань — 1). В другому виданні «Срібло» було замінено на «Бінокль»                                                                 |
| Бочка               | Barile              | 1                      | Пройдіть перевірку, якщо це чирва — скасуйте влучання |
| Динаміт             | Dinamite            | 1                      | На початку свого ходу пройдіть перевірку, якщо це від 2 до 9 пік, то динаміт детонує і втрачаєте три одиниці здоров'я. В іншому випадку передайте динаміт наступному гравцю за годинниковою стрілкою                            |
| Укриття             | Riparo              | 1                      | Відстань до гравця, який володіє цією картою в грі, для всіх інших гравців збільшується на один |
| Ремінґтон           | Remington           | 1                      | Дозволяє стріляти на відстань 3 |
| Карабін             | Rev. Carabine       | 1                      | Дозволяє стріляти на відстань 4 |
| Із зеленою рамкою   |                     |                        | |
| Залізний лист       | Placca di ferro     | 2                      | Скасовує ефект карти «Берг!» |
| Капелюх             | Cappello            | 1                      | Скасовує ефект карти «Берг!» |
| Сомбреро            | Sombrero            | 1                      | Скасовує ефект карти «Берг!» |
| Біблія              | Bibbia              | 1                      | Скасовує ефект карти «Берг!» разом з цим візьміть додаткову карту з колоди |
| Фляга               | Borraccia           | 1                      | Відновлює одиницю здоров'я |
| Баффало             | Fucile da caccia    | 1                      | Зіграйте як «Бенґ!» не зважаючи на відстань |
| Перечниця           | Pepperbox           | 1                      | Зіграйте як «Бенґ!» |
| Деррінджер          | Derringer           | 1                      | Ефект «Бенг!» на відстані 1 та візьміть додаткову карту з колоди |
| Ніж                 | Pugnale             | 1                      | Ефект «Бенг!» на відстані 1 |
| Картечниця          | Howitzer            | 1                      | Всі інші гравці зазнають одного влучання |
| Поні-експрес        | Pony Express        | 1                      | Візьміть три карти з колоди |
| Фургон              | Conestoga           | 1                      | Візьміть одну карту з руки чи гри в іншого гравця |
| Канкан              | Can Can             | 1                      | Заставити будь-якого гравця скинути до стосу скиду карту з руки чи гри |

| Назва персонажа | Оригінальна назва | Унікальне вміння                                                                                 | Кількість патронів |
| --------------- | ----------------- | ------------------------------------------------------------------------------------------------ | ------------------ |
| Безликий Білл   | Bill Noface       | У фазі набору бере одну карту та ще по одній за кожну відсутню одиницю здоров'я                  | 4                  |
| Белла Стар      | Belle Starr       | В її хід ефект карт з синьою та зеленою рамками, які лежать перед іншими гравцями, не діють      | 4                  |
| Віра Кастер     | Vera Custer       | У свій хід перед фазою набору обирає властивість іншого живого персонажу                         | 3                  |
| Ґреґ Трунар     | Greg Digger       | Відновлює дві одиниці здоров'я, коли помирає інший персонаж                                      | 4                  |
| Джо Текіла      | Tequila Joe       | Відновлює дві одиниці здоров'я, коли грає карту «Пиво»                                           | 4                  |
| Док Голлідей    | Doc Holiday       | Один раз в свій хід може скинути дві карти з руки, щоб зіграти ефект «Бенґ!»                     | 4                  |
| Єлена Фуенте    | Elena Fuente      | Може зіграти будь-яку карту з руки як «Мимо!»                                                    | 3                  |
| Крихітка Піт    | Pixie Pete        | У фазі набору витягує три карти замість двох                                                     | 3                  |
| Малюк Апач      | Apache Kid        | Бубнові карти на нього не діють                                                                  | 3                  |
| Моллі Старк     | Molly Stark       | Витягує одну карту з колоди, коли грає або добровільно скидає карту не у всій хід                | 4                  |
| Пет Бреннан     | Pat Brennan       | У фазі набору може взяти одну будь-яку карту з гри іншого гравця                                 | 4                  |
| Герб Гантер     | Herb Hunter       | Додатково бере дві карти, коли помирає інший персонаж                                            | 4                  |
| Хосе Дельґадо   | Josè Delgado      | Два рази за свій хід може скинути з руки карту з синьою рамкою, щоб витягнути з колоди дві карти | 4                  |
| Чак Вінґем      | Chuck Wengam      | У свій хід може витягнути дві додаткові карти з колоди втративши одиницю здоров'я                | 4                  |
| Шон Меллорі     | Sean Mallory      | Може тримати в руці до 10 карт                                                                   | 3                  |

### За жменю карт (2005)
Прообразом доповнення став фільм 1964 року «За жменю доларів» режисера Серджо Леоне. Доповнення має 15 карт подій, які можна поєднати з доповненням «Рівно опівдні». Події доповнення були придумані гравцями та обрані Еміліано Шарра.
| Назва події       | Ефект |
| ----------------- | --- |
| Брати по-крові    | На початку свого ходу гравець може втратити одиницю здоров'я, щоб інший гравець її отримав |
| За жменю карт     | На початку свого ходу гравець стає ціллю стількох карт «Бенґ!», скільки в нього карт на руці (застосовується кожного ходу, доки не закінчиться гра. Ця подія грається останньою)                       |
| Закон Заходу      | Під час фази набору гравець показує другу карту, і якщо її можливо зіграти, він зобов'язаний це зробити                                                                                                |
| Засідка           | Відстань між будь-якими двома гравцями рівна одиниці, може змінюватись тільки завдяки картами в грі та властивістю персонажа                                                                           |
| Ласо              | Протягом всього раунду карти в грі перед гравцями не діють |
| Міцний алкоголь   | В свій хід гравець може пропустити фазу набору, щоб відновити одиницю здоров'я |
| Пейот             | У фазі набору гравець перед тим як взяти карту каже колір масті, витягнувши карту він відкриває її, якщо колір збігся, то повторює дію. У випадку невдачі — скидає карту і переходить до фаз розіграшу |
| Покинута шахта    | У фазі набору карти беруться зі стосу скиду |
| Покійник          | Гравець, який першим вибув з гри, повертається на свій хід в гру з двома одиницями здоров'я та двома картами на руці                                                                                   |
| Помста            | В кінці свого ходу гравець тягне карту, якщо це чирва, він грає ще один хід (але після цього не тягне карту в кінці ходу)                                                                              |
| Ранчо             | В кінці фази набору гравець може один раз скинути з руки будь-яку кількість карт і взяти стільки ж з колоди                                                                                            |
| Рикошет           | Гравець у свій хід може скинути «Бенґ!», щоб заставити інших гравців скинути карти, які знаходяться перед ними в гру. Інші гравці можуть запобігти втраті скинувши карту «Мимо!»                       |
| Російська рулетка | Всі гравці, починаючи з шерифа, скидають карту «Мимо!» до тих пір, поки один гравець цього не зможе зробити, він втрачає дві одиниці здоров'я і рулетка закінчується                                   |
| Снайпер           | У свій хід гравець може скинути одночасно дві карти «Бенґ!», щоб додатково вистрілити в іншого гравця на доступній відстані, щоб скасувати такий «Бенґ!» потрібно скинути дві карти «Мимо!»            |
| Суддя             | Гравець не може викладати карти перед собою чи іншими гравцями |

### Шоу Дикого Заходу (2010)
Доповнення, випущене в травні 2010 року, містить 8 нових персонажів, які пародіюють акторів та персонажів вестерну, та 10 карт подій, які розігруються подібно як в доповнені «Рівно опівдні» та «За жменю карт», але їх активує не шериф на кожному своєму ході, а кожен гравець, який грає карти «Диліжанс» або «Веллс Фарґо». З цим доповненням гра не закінчується вбивством шерифа, а кінцевою метою стає залишитись останнім живим гравцем.
| Назва персонажа | Оригінальна назва | Унікальне вміння | Кількість патронів |
| --------------- | ----------------- | --- | ------------------ |
| Великий Спенсер | Big Spence        | Розпочинає гру з 5 картами. Не може грати карти «Мимо!»                                                                                        | 9                  |
| Гарі Лутер      | Gary Looter       | Забирає собі всі карти, які були скинуті іншими гравцями на кінці свого ходу                                                                   | 5                  |
| Грегорі Дек     | Gregory Deck      | На початку свого ходу може взяти дві випадкові карти персонажів з базової гри. Володіє унікальними вміннями обох персонажів                    | 4                  |
| Джон Пейн       | John Pain         | Якщо на руці менше шести карт, то кожного разу, коли хтось з інших гравців робить перевірку, то Джон забирає собі перевірочну карту            | 4                  |
| Флінт Вествуд   | Flint Westwood    | Один раз за свій хід може обміняти картку зі своєї руки на дві випадкові карти з руки іншого гравця                                            | 4                  |
| Лі Ван Кліфф    | Lee Van Kliff     | У свій хід він може скинути карту «Бенґ!», щоб повторити ефект карти з коричневою рамкою, яку він щойно зіграв                                 | 4                  |
| Терен Кілл      | Teren Kill        | Кожного разу, коли він має вибути з гри, робить перевірку, якщо це не піка, то залишається в грі з однією одиницею здоров'я та бере одну карту | 3                  |
| Юл Гріннер      | Youl Grinner      | На початку свого ходу перед фазою набору у гравців в яких більше карт ніж у Юла, то зобов'язанні віддати йому одну карту на свій вибір         | 4                  |

| Назва події        | Ефект |
| ------------------ | --- |
| Дарлінг Валентайн  | На початку свого ходу перед фазою набору гравець скидає всі карти з руки і добирає стільки карт, скільки скинув                                                               |
| Дороті Рейдж       | У свій хід кожен гравець може змусити іншого гравця в полі досяжності зіграти названу карту, якщо в гравця немає цієї карти, то він зобов'язаний показати всі карти на руці   |
| Зведення рахунків  | Будь-яку карту можна зіграти як «Бенґ!». Карту «Бенґ!» модна зіграти як «Мимо!»                                                                                               |
| Кляп               | Гравці не можуть розмовляти, хто порушить це тишу втрачає одиницю здоров'я |
| Леді Роза з Техасу | У свій хід кожен гравець може помінятися місцями з гравцем праворуч, який пропускає наступний хід                                                                             |
| Міс Сюзанна        | У свій хід кожен гравець повинен зіграти принаймні три карти. Якщо він цього не зробить, втрачає одну одиницю здоров'я.                                                       |
| Цвинтар            | На початку свого ходу кожен гравець, який вибув, отримує випадкову роль і повертається до гри з одиницею здоров'я                                                             |
| Сакагавей          | Гравці тримають всі карти у відкриту, крім карт ролі |
| Хелена Зонтеро     | Коли Хелена Зонтеро вступає в гру зробіть перевірку, якщо випадає чирва або бубна, перемішайте ролі гравців, які ще в грі, крім шерифа, і перерозподіліть їх випадковим чином |
| Шоу Дикого Заходу  | Мета кожного гравця: «Залишитись останнім живим гравцем» |

### Золота лихоманка (2011)
Доповнення було видане Lucca Comics & Games у 2011 році. В доповненні з'являється нова механіка «привиду», кожен гравець який вже вибув з гри може повернутись до неї в ролі примарного стрільця. Доповнення містить 8 нових персонажів, 24 карти спорядження, карта примарного ренегата та 30 золотих самородків. Самородки в основному використовуються для купівлі спорядження.
| Назва персонажа | Оригінальна назва | Унікальне вміння | Кількість патронів |
| --------------- | ----------------- | --- | ------------------ |
| Датч Вілл       | Dutch Will        | У фазі набору витягує дві карти з колоди, скидає одну з них і берез один золотий самородок                                 | 4                  |
| Джекі Мурієта   | Jacky Murieta     | У свій хід може заплатити два золотих самородка, щоб зіграти додатковий ефект «Бенґ!»                                      | 4                  |
| Джош Макклауд   | Josh McCloud      | В свій хід може заплатити два золотих самородка, щоб витягнути верхню карту з колоди спорядження                           | 4                  |
| Дон Белл        | Don Bell          | В кінці свого ходу робить перевірку, якщо витягує чирву або бубну, здійснює ще один хід після якого вже не тягне перевірку | 4                  |
| Мадам Юто       | Madame Yto        | Коли хтось грає карту «Пиво», бере карту з колоди                                                                          | 4                  |
| Красуня Лузена  | Pretty Luzena     | Раз в свій хід може купити одну карту спорядження заплативши на один золотий самородок менше                               | 4                  |
| Радді Снейк     | Raddie Snake      | Два рази в свій хід може скинути один золотий самородок, щоб витягнути одну карту з колоди                                 | 4                  |
| Симеон Пікос    | Simeon Picos      | Кожен раз, коли втрачає одиницю здоров'я бере один золотий самородок                                                       | 4                  |

| Назва спорядження   | Кількість карт      | Ефект | Вартість            |
| З коричневою рамкою | З коричневою рамкою | З коричневою рамкою | З коричневою рамкою |
| ------------------- | ------------------- | --- | ------------------- |
| Стопка              | 3                   | Будь-який гравець відновлює одиницю здоров'я                                                                             | 1                   |
| Пляшка              | 3                   | Можна зіграти як «Паніку», «Пиво» або «Бенґ!»                                                                            | 2                   |
| Співучасник         | 3                   | Можна зіграти як «Крамницю», «Дуель» або «Красуню»                                                                       | 2                   |
| Ром                 | 2                   | зробіть чотири перевірки та відновіть стільки одиниць здоров'я, скільки різних мастей серед витягнутих карт              | 3                   |
| Union Pacific       | 1                   | Витягніть чотири карти з колоди                                                                                          | 4                   |
| Золота лихоманка    | 1                   | Закінчіть хід. Повністю відновіть здоров'я і почніть новий хід                                                           | 5                   |
| З чорною рамкою     |                     | |                     |
| Підкова             | 1                   | кожного разу, коли робите перевірку, відкрийте на одну карту більше та виберіть одну з них                               | 2                   |
| Пояс                | 1                   | Гравець може тримати на руці до 8 карт                                                                                   | 2                   |
| Розшукується        | 3                   | Можна зіграти на будь-якого гравця. Той, хто вб'є цього персонажа, отримує дві додаткові карти та один золотий самородок | 2                   |
| Рюкзак              | 1                   | Заплатіть два золотих самородка, щоб відновити дві одиниці здоров'я                                                      | 3                   |
| Черевики            | 1                   | Коли втрачаєте одиницю здоров'я, витягніть карту з колоди                                                                | 3                   |
| Сито                | 1                   | Два рази за свій хід може заплатити один золотий самородок, щоб взяти одну карту з колоди                                | 3                   |
| Люлька миру         | 1                   | Бубнові карти інших гравців на вас не діють                                                                              | 3                   |
| Талісман            | 1                   | Гравець бере золотий самородок кожного разу, коли втрачає одиницю здоров'я                                               | 3                   |
| Кирка               | 1                   | Під час фази набору бере додаткову карту                                                                                 | 4                   |

### Долина тіней (2014)
Спочатку доповнення видавалось в Чехії, а 16 жовтня 2014 року було видано для всього світу. Складається з 8 нових персонажів та 16 гральних карт.
| Назва персонажа   | Оригінальна назва       | Унікальне вміння | Кількість патронів |
| ----------------- | ----------------------- | --- | ------------------ |
| Колорадо Білл     | Colorado Bill           | Кожного разу, коли грає «Бенґ!», робить перевірку, якщо витягує піку, то влучає в будь-якому випадку                                                                                              | 4                  |
| Евелін Шебанг     | Evelyn Shebang          | Під час фази набору може відмовитись від набору карт. За кожну не взяту карту може додатково зіграти ефект «Бенґ!» по цілі в зоні досяжності. цілі кожного такого ефекту «Бенґ!» мають бути різні | 4                  |
| Генрі Блок        | Henry Block             | Будь-який гравець, який забирає або заставляє його скинути карту стає цілю ефекту «Бенґ!» | 4                  |
| Лимонадний Джим   | Lemonade Jim            | Коли будь-який гравець грає карту «Пиво», Джим може скинути будь-яку карту з руки і також відновити одиницю здоров'я                                                                              | 4                  |
| Захисник Мік      | Mick Defender           | Якщо став ціллю будь-якої карти з коричневою рамкою, може зіграти карту «Мимо!», щоб уникнути її ефекту                                                                                           | 4                  |
| Туко Францисканер | Tuco Franziskaner       | Якщо в нього немає в грі синіх карт, під час фази набору витягує додаткові дві карти | 5                  |
| Швидка рука       | Der «Spot Burst» Ringer | Один раз за свій хід може використовувати «Бенґ!» як «Ґатлінг» | 4                  |
| Чорна Квітка      | Black Flower            | Один раз за свій хід може зіграти будь-яку хрестову карту як додатковий ефект «Бенґ!» | 4                  |

| Назва карти         | Оригінальна назва   | Кількість доданих карт | Властивість |
| З коричневою рамкою | З коричневою рамкою | З коричневою рамкою    | З коричневою рамкою |
| ------------------- | ------------------- | ---------------------- | --- |
| Бандидос            | Bandidos            | 1                      | Кожен гравець обирає: скинути дві карти з руки або втратити одиницю здоров'я                                                               |
| Втеча               | Fuga                | 1                      | Можна зіграти в свій чи чужий хід, щоб уникнути ефекту будь-якої коричневої карти, крім карти «Бенґ!»                                      |
| Вогонь у відповідь  | Ritorno di Fiamma   | 1                      | Вважається як «Мимо!». Гравець, який вистрілив стає ціллю ефекту «Бенґ!»                                                                   |
| Град куль           | Sventagliata        | 1                      | Вважається як один звичайний «Бенґ!». Його ціллю також стає гравець на відстані один від першої цілі.                                      |
| Останній раунд      | Ultimo Giro         | 1                      | Має той самий ефект, що й «Пиво». Можна використати, коли залишилось в грі двоє гравців                                                    |
| Торнадо             | Tornado             | 1                      | Кожен гравець має скинути одну карту з руки, а потім витягнути дві карти з колоди                                                          |
| Покер               | Poker               | 1                      | Всі гравці одночасно скидають по одній карті з руки. Якщо серед них немає туза, то гравець може забрати одну чи дві карти                  |
| Прицілювання        | Mira                | 1                      | Грається разом з картою «Бенґ!». Якщо ви влучили, то гравець втрачає дві одиниці здоров'я                                                  |
| Томагавк            | Tomahawk            | 1                      | Ефект карти «Бенґ!» на відстані два |
| Порятунок!          | Salvo!              | 1                      | Можна зіграти в свій чи чужий хід. Запобігає втраті одиниці здоров'я. Якщо гравець вижив, витягніть дві карти в нього з руки або з колоди  |
| З синьою рамкою     |                     |                        | |
| Гримуча змія        | Serpente a Sonagli  | 1                      | Зіграйте на будь-якого гравця. На початку свого ходу він робить перевірку, якщо витягує піку, то втрачає одиницю здоров'я                  |
| Привид              | Fantasma            | 2                      | Грається на гравця, який вибув. Він повертається в гру, але не може, ні втрачати, ні відновлювати здоров'я                                 |
| Нагорода            | Taglia              | 1                      | Грається на будь-якого гравця. Якщо гравець з цією картою втрачає здоров'я, через карту «Бенґ!», той, хто вистрілив витягує карту з колоди |
| Дробовик            | Shotgun             | 1                      | Кожного разу, коли ви влучаєте в гравця, він повинен скинути одну карту з руки на свій вибір. Дозволяє стріляти на відстань 1              |
| Револьвер Лемат     | LeMat               | 1                      | В свій хід може зіграти будь-яку карту з руки як «Бенґ!». Дозволяє стріляти на відстань 1                                                  |

### Озброєні та небезпечні (2017)
Доповнення містить 8 нових персонажів, 28 гральних карт та 32 кубика зарядів. Серед гральних карт з'явились 13 нових карт небезпек з помаранчевою рамкою (9 карт предметів та чотири карти зброї) та 9 нових карт з коричневою рамкою..
Доповнення розширює базову гру та додає нову механіки гри завдяки кубикам зарядів та карт небезпек. Кубики зарядів перед початком гри повинні лежати в запасі на центрі столу. В ході гри кубики заряду можуть бути розміщенні на картах небезпек та персонажах. Завдяки кубикам можна покращити ефект деяких карт з коричневою рамкою, активувати властивості карт небезпек та властивості деяких персонажів. Для розіграшу карт небезпек їх потрібно розмістити перед собою та покласти на неї три кубика заряду із запасу, якщо після активації карти небезпеки на ній не лишилось кубиків заряду, то ця карта скидається. На кожній карті небезпеки не може бути більше чотирьох кубиків заряду.
| Назва карти            | Оригінальна назва   | Кількість доданих карт | Властивість | Вартість кубиків зарядів |
| З коричневою рамкою    | З коричневою рамкою | З коричневою рамкою    | З коричневою рамкою | З коричневою рамкою      |
| ---------------------- | ------------------- | ---------------------- | --- | ------------------------ |
| Бенґ!                  | Bang!               | 4                      | Знижує одиницю здоров'я | -                        |
| Головою вниз!          | Giù la Testa!       | 1                      | Ефект карти «Мимо!». Заплативши за неї, можете забрати назад цю картку назад | 2                        |
| Індіанка               | Squaw               | 1                      | Скинути картку в грі. Заплативши за неї, заберіть скинуту карту до руки | 2                        |
| Іржа                   | Ruggine             | 1                      | Всі інші гравці скидають по одному кубику заряду зі своїх карт небезпеки та персонажа. Скинуті кубики заряду розміщуються на карті персонажу гравця, який зіграв цю карту. Зайві кубики заряду скидаються до запасу                                                                                            | -                        |
| Караван                | Carovana            | 1                      | Візьміть дві карти. Заплативши за неї, візьміть ще одну карту) | 2                        |
| Красуня                | Cat Balou           | 1                      | Заставити будь-якого гравця скинути до стосу скиду карту з руки чи гри | -                        |
| Кременевий замок       | Flintlock           | 1                      | Ефект карти «Бенґ!». Заплативши за неї, у разі скасування візьміть цю картку назад | 2                        |
| Мимо!                  | Mancato!            | 1                      | Скасовує ефект карти «Берг!» | -                        |
| Перезарядка            | Ricarica            | 1                      | Додайте три кубика зарядів на свої карти і/або персонажа | -                        |
| Стріла                 | Freccia             | 1                      | Ціль скидає картку «Бенґ!» з руки або втрачає одиницю здоров'я. Заплативши за неї, зіграти на ще одному гравцеві | 1                        |
| Стопочка               | Cicchetto           | 1                      | Відновіть одиницю здоров'я. Заплативши за неї, відновіть ще одну одиницю здоров'я | 3                        |
| Швидкий постріл        | Colpo Rapido        | 1                      | ефект карти «Бенґ!». Заплативши за неї, зіграйте додатковий ефект карти «Бенґ!» на іншого гравця | 1                        |
| Із помаранчевою рамкою |                     |                        | |                          |
| Батіг                  | Frusta              | 1                      | Змусьте іншого гравця скинути карту з гри | 3                        |
| Бомба                  | Bomba               | 1                      | Можна зіграти на будь-якому гравці розмістивши на ній три кубики заряду. На початку свого ходу зробіть перевірку: якщо чирва або бубна, передайте бомбу будь-якому гравцеві; якщо піка чи хреста, скиньте два кубики заряду, якщо кубики заряду закінчились, бочка вибухає і ви втрачаєте дві одиниці здоров'я | -                        |
| Бочка пива             | Fusto di Birra      | 1                      | Відновіть одиницю здоров'я | 3                        |
| Відмичка               | Grimaldello         | 1                      | Витягніть одну карту з руки у будь-якого гравця | 3                        |
| Дзвіниця               | Campanile           | 1                      | При розіграші наступної карти, будь-який гравець буде знаходитись на відстані 1 | 1                        |
| Патронташ              | Bandoliera          | 1                      | У свій хід можете зіграти додаткову карту «Бенґ!» | 1                        |
| Перекотиполе           | Cespuglio           | 1                      | Змусьте будь-якого гравця пройти перевірку ще раз | 1                        |
| Туз у рукаві           | Asso nella Manica   | 1                      | Візьміть одну карту | 2                        |
| Ящик                   | Cassa               | 1                      | Зіграйте як «Мимо!» | 2                        |
| Бантлайн               | Buntline Special    | 1                      | Якщо «Бенґ!» скасовано, ціль має скинути зі своєї руки карту за власним вибором. Дозволяє стріляти на відстань 2 | 1                        |
| Громовержець           | Thunderer           | 1                      | Заберіть назад зіграну карту «Бенґ!». Дозволяє стріляти на відстань 3 | 1                        |
| Двостволка             | Doppia Canna        | 1                      | Бубнову карту «Бенґ!», неможливо скасувати. Дозволяє стріляти на відстань 1 | 1                        |
| Карабін Шарпса         | Big Fifty           | 1                      | Ігнорує здібності персонажа в якого ціляться та карти, які лежать перед гравцем в грі. Дозволяє стріляти на відстань 6 | 1                        |

| Назва персонажа     | Оригінальна назва | Унікальне вміння | Кількість патронів |
| ------------------- | ----------------- | --- | ------------------ |
| Басс Грівз          | Bass Greeves      | У свій хід може скинути одну карту зі своєї руки, щоб додати два кубики заряду до своєї карти небезпеки                                                | 4                  |
| Джулі Каттер        | Julie Cutter      | Щоразу, той через кого вона втрачає одиницю здоров'я за результатами перевірки стає мішеню ефекту карти «Бенґ!»                                        | 4                  |
| Кривава Мері        | Bloody Mary       | Кожного разу, коли одна з її карт «Бенґ!» скасовується, бере одну карту з колоди                                                                       | 4                  |
| Мексиканський малюк | Mexicali Kid      | У свій хід ви можете заплатити два кубика зарядів, щоб скористатись одним ефектом карти «Бенґ!»                                                        | 4                  |
| Міс Ебігейл         | Ms. Abigail       | Можете ігнорувати ефекти карт з коричневою рамкою зі значеннями J, Q, K та A, якщо являється ціллю тільки вона                                         | 4                  |
| Проповідник         | Al Preacher       | Кожного разу, коли інший гравець розігрує карту з синьою або помаранчевою рамкою, ви можете заплатити два кубики заряду, щоб взяти одну карту з колоди | 4                  |
| Рудий Ринго         | Red Ringo         | Починає з чотирма кубиками зарядів. Один раз в свій хід може перемістити до двох кубиків зарядів з цієї карти на будь-які інші свої карти              | 5                  |
| Франкі Кентон       | Frankie Canton    | У свій хід може взяти кубик заряду з будь-якої карти та помістити її на цю карту                                                                       | 4                  |

### Велике пограбування потягу (2021)
В доповненні з'являється нова механіка «потягу» та «станцій». Доповнення містить 16 карт вагонів, одну карту локомотиву, 12 нових карт з коричневою рамкою, 4 нових карт з синьою рамкою, 8 нових персонажів та 15 жетонів станцій.
| Назва карти          | Оригінальна назва   | Кількість доданих карт | Властивість |
| З коричневою рамкою  | З коричневою рамкою | З коричневою рамкою    | З коричневою рамкою |
| -------------------- | ------------------- | ---------------------- | --- |
| Водонапірна вежа     | Serbatoio           | 1                      | Візьміть будь-який вагон безкоштовно                                                                                                 |
| Кактус               | Cactus              | 1                      | Скасовує ефект карти «Берг!» та пройдіть перевірку, якщо чирва або бубна, то відновіть одиницю здоров'я                              |
| Мішок грошей         | Sacco di Soldi      | 1                      | Якщо верхня карта в стосі скиду з коричневою рамкою, можете зіграти її ефект                                                         |
| На волосині!         | Per un Pelo!        | 1                      | Скасовує ефект карти «Берг!» та заберіть собі картку, яку проти вас щойно зіграли                                                    |
| На повному ходу      | A Tutto Vapore      | 1                      | Відправити поїзд на кінцеву станцію. Подвоює або зводить нанівець ефект локомотива                                                   |
| Наступна зупинка     | Prossima Fermata    | 2                      | Візьміть карту та випередіть поїзд на одну станцію                                                                                   |
| Ніж Револьвер        | Knife Revolver      | 1                      | Вважається картою «Берг!». Перевірка: J, Q, K, A = заберіть назад цю картку                                                          |
| Особливо небезпечний | Most Wanted         | 1                      | Кожен гравець проводить перевірку, якщо піка, то втрачає одиницю здоров'я                                                            |
| Пограбування поїзда  | Rapina al Treno     | 1                      | Вважається картою «Берг!». Ціль вибирає для кожної карти, яка знаходиться перед ним в грі, скинути її або стати ціллю ефекту «Бенґ!» |
| Стрілка              | Scambio             | 1                      | Обміняйте одну зі своїх карт у грі на іншу картку з гри                                                                              |
| З синьою рамкою      |                     |                        | |
| Драгун               | Dragoon             | 1                      | Можете зіграти один додатковий «Бенґ!» за свій хід. Дозволяє стріляти на відстань 2                                                  |
| Компенсація          | Rimborso            | 1                      | Коли інший гравець забирає або скидає одну з ваших карт (крім цієї), витягніть одну карту з колоди                                   |
| Мапа                 | Mappa               | 1                      | У свій хід, перед фазою набору подивіться на дві верхні карти колоди: можете скинути одну карту                                      |
| Сейф                 | Cassaforte          | 1                      | В кінці свого ходу візьміть одну карту                                                                                               |

| Назва персонажа | Оригінальна назва | Унікальне вміння | Кількість патронів |
| --------------- | ----------------- | --- | ------------------ |
| Бенні Броулер   | Benny Brawler     | у свій хід може взяти будь-яку кількість вагонів із поїзда                                                                | 4                  |
| Джулі Каттер    | Julie Cutter      | Щоразу, той через кого вона втрачає одиницю здоров'я за результатами перевірки стає мішеню ефекту карти «Бенґ!»           | 4                  |
| Джиммі Техас    | Jimmy Texas       | На кінці свого ходу бере додаткову картку                                                                                 | 4                  |
| Зіппі Рой       | Zippy Roy         | Один раз за свій хід може протягнути потяг на 1 станцію                                                                   | 5                  |
| Еван Беббіт     | Evan Babbit       | Якщо являєть ціллю карти «Бенґ!», може відвести її до гравця на відстані 1, скинувши карту тієї самої масті зі своєї руки | 4                  |
| Мануеліта       | Manuelita         | Кожного разу, коли поїзд прибуває на кінцеву зупинку, бере дві картки                                                     | 4                  |
| Санчо           | Sancho            | Один раз під час свого ходу може безкоштовно взяти 1 вагон                                                                | 3                  |
| Сержант Блейз   | Sgt. Blaze        | Коли розігрує карту чи ефект, які націлені на кількох гравців, може виключити одного з них                                | 5                  |
| Шейд О'Коннор   | Shade O'Connor    | Щоразу, коли поїзд рухається не в його хід, може скинути одну карту з руки, щоб взяти іншу                                | 4                  |

| Назва станції  | Оригінальна назва | Вартість                                    |
| -------------- | ----------------- | ------------------------------------------- |
| Бум-Таун       | Boom Town         | Скиньте карту «Бенґ!»                       |
| Катико         | Catico            | Скиньте карту «Красуня» або «Паніка!»       |
| Крипі-Крик     | Creepy Creek      | Скиньте пікову карту                        |
| Краунс-Хоул    | Crown's Hole      | Скиньте карту «Пиво»                        |
| Дедвуд         | Deathwood         | Скиньте карту з синьою рамкою               |
| Доджвілл       | Dodgeville        | Скиньте карту «Мимо!»                       |
| Форт-Ворт      | Fort Wroth        | Скиньте карту з номіналом 10, J, Q, K або A |
| Фриско         | Frisco            | Скиньте хрестову карту                      |
| Майнерс-Оус    | Miner's Oath      | Скиньте бубнову карту                       |
| Сан-Тафе       | San Tafe          | Скиньте чирвову карту                       |
| Томброк        | Tombrock          | Втратьте одиницю здоров'я                   |
| Вірджинія-Таун | Virginia Town     | Скиньте дві будь-які карти                  |
| Юма            | Yooma             | Скиньте карту з номіналом 2-9               |

| Назва вагону           | Оригінальна назва | Властивість |
| ---------------------- | ----------------- | --- |
| Багажний вагон         | Baggage Car       | Скинувши цю карту зіграйте її на вибір як: «Мимо!», «Паніка!», «Красуня» або додатковий «Бенґ!»                 |
| Вагон відпочинку       | Lounge Car        | Скиньте цю карту, щоб взяти два вагони з колоди, покладіть один у гру перед собою, а інший перед іншим гравцем  |
| Вагон для вугілля      | Coal Hopper       | Скиньте цю карту, щоб витягнути картку та скиньте будь-який вагон іншого гравця                                 |
| Столипінський вагон    | Prisoner Car      | Карти «Дуель» та «Індіанці!» не діють на вас                                                                    |
| Вагон для худоби       | Cattle Truck      | Скинувши цю карту можете подивитись на три останні скинуті карти та забрати собі одну з них                     |
| Вагон-привид           | Ghost Car         | Можна зіграти на будь-кому гравці, крім шерифа. Якщо гравець вибув, він залишається в грі                       |
| Вагон-ресторан         | Dining Car        | На початку свого ходу пройдіть перевірку, якщо витягнута карта чирва, відновіть одиницю здоров'я                |
| Вагон-салон            | Private Car       | Поки у вас немає карт на руці, ви не можете стати ціллю карти «Бенґ!»                                           |
| Експрес-вагон          | Express Car       | Скинувши цю карту ви закінчуєте хід. Скиньте всі карти з руки та зіграйте ще один хід                           |
| Кабус                  | Caboose           | Можна скинути карту із синьою рамкою, щоб зіграти ефект «Мимо!»                                                 |
| Оглядовий вагон        | Observation Car   | Відстань до інших гравців зменшується на один. Відстань до вас для всіх інших гравців збільшується на один      |
| Пасажирський вагон     | Passenger Car     | Скинувши цю карту, візьміть карту з руки чи гри в будь-якого гравця                                             |
| Платформа для деревини | Lumber Flatcar    | Можна зіграти на будь-якому гравцеві. Бачите всіх інших гравців на 1 відстані більше                            |
| Поштовий вагон         | Mail Car          | Скинувши цю карту візьміть три карти та віддайте одну з них будь-якому гравцеві                                 |
| Спальний вагон         | Sleeper Car       | Один раз за свій хід можете скинути одну карту із синьою рамкою (включно з вагонами), щоб зіграти її як «Бенґ!» |
| Цирковий вагон         | Circus Wagon      | Скиньте цю карту, щоб заставити всіх інших гравців скинути одну карту із синьою рамкою, яка знаходиться в грі   |

| Назва локомотиву | Оригінальна назва | Ефект                                                   |
| ---------------- | ----------------- | ------------------------------------------------------- |
| Залізний кінь    | Ironhorse         | На кінцевій станції всі стають ціллю ефекту «Бенґ!»     |
| Ліланд           | Leland            | На кінцевій станції ця карта розігрується як «Крамниця» |

### Легенди (2024)
Доповнення замінює оригінальних персонажів базової гри на «Легендарні» версії з новими здібностями, яких можна використати здійснивши подвиг. Доповнення містить 16 карт «Легендарних» персонажів, 16 карток подвигів і 35 дерев'яних жетонів слави, які складаються з 7 різних форм і кольорів.
| Назва персонажа   | Оригінальна назва | Унікальне вміння | Кількість патронів |
| ----------------- | ----------------- | --- | ------------------ |
| Ангельські Очі    | Slab the Killer   | Його «Бенг!» не можливо скасувати | 4                  |
| Бідова Джейн      | Calamity Janet    | Кожна її картка рахується як «Бенг!» або «Мимо!» | 4                  |
| Буч Кессіді       | Bart Cassidy      | За втрату одиниці здоров'я бере дві карти | 4                  |
| Великий Змій      | Vulture Sam       | Якщо інший гравець вибув, забирає усі його карти на руку. Якщо вибуває Змій, залишаєтеся в грі з чотирма одиницями здоров'я, але персонаж стає звичайним | 4                  |
| Джанґо            | El Gringo         | Візьміть одну карту з руки того, хто завдав удару, та карту, яка завдала удару                                                                           | 3                  |
| Джессі Джеймс     | Jesse Jones       | Може подивитись на руку іншого гравця та обрати будь-яку одну карту, потім взяти одну карту з колоди                                                     | 4                  |
| Кіт Карсон        | Kit Carlson       | Під час фази набору витягує три карти. Може віддати одну з них будь-якому гравцеві                                                                       | 4                  |
| Малюк Біллі       | Willy the Kid     | Може зіграти скільки завгодно карт «Бенг!». Замість того, щоб претендувати на карту подвигу, може скористатись ефектом карти «Бенг!»                     | 4                  |
| Невловимий Джо    | Paul Regret       | Для всіх знаходиться на відстань +1. Щоб зіграти проти нього «Бенг!», потрібно скинути додаткову карту з руки                                            | 3                  |
| Незворушна Розі   | Rose Doolan       | Для неї всі знаходяться на 1 відстань ближче. У свій хід може скинути одну карту із синьою рамкою, щоб зіграти її як карту «Паніка!»                     | 4                  |
| Скажений пес      | Black Jack        | Може перевертати карти, поки їх сума не перевищить 21. Заберає всі ці карти                                                                              | 4                  |
| Сюзі Лафаєт       | Suzy Lafayette    | Якщо на руці залишилося менше двох карт, бере з колоди, поки не буде дві карти на руці                                                                   | 4                  |
| Том Кетчум        | Sid Ketchum       | Може скинути дві карти, щоб відновити одиницю здоров'я. У свій хід, якщо відновлює одиницю здоров'я разом з цим може використати ефект карти «Бенг!»     | 4                  |
| Туко              | Pedro Ramirez     | Берете дві карти та ще одну зі стосу скиду | 4                  |
| Чоловік без імені | Jourdonnais       | Якщо став мішенню для коричневої карти, проводить перевірку: J, Q, K, A = ігнорує карту                                                                  | 4                  |
| Щасливчик Люк     | Lucky Duke        | Якщо потрібно пройти перевірку, перевертає дві карти та вибирає одну для використання. Якщо його хід, заберає обрану картку                              | 4                  |

| Назва карти             | Оригінальна назва        | Подвиг                                                                              |
| ----------------------- | ------------------------ | ----------------------------------------------------------------------------------- |
| Балада про Скраггса     | La ballata di Scrugs     | Програйте в дуелі                                                                   |
| Вузьке місце            | Il collo di bottiglia    | Скинути карту «Пиво»                                                                |
| Кордон                  | La frontiera             | Скинути всі карти з руки                                                            |
| Крик Вільгельма         | L'urlo di Wilhelm        | Зіграйте карту «Бенг!» на відстані 2 або більше                                     |
| Людина без імені        | L'uomo senza nome        | Втратити одну одиницю здоров'я (не останню)                                         |
| Орегонська стежка       | La pista dell'Oregon     | Під час фази набору візьміть лише одну карту                                        |
| Останній герой          | L'ultimo eroe            | Скинути карту з синьою рамкою                                                       |
| Поранена гордість       | Ferito nell'orgoglio     | Інший гравець пропускає один з ваших карт «Бенг!»                                   |
| Потяг до Йооми          | Il treno per Yooma       | Зробіть або змусьте іншого гравця пройти перевірку (навіть на початку вашого ходу). |
| П'ятдесят рушниць       | Cinquanta pistole        | Взяти або скинути зброю                                                             |
| Стара Західна Банда     | Gang del vecchio West    | Завдати шкоди двом або більше гравцям за один раз                                   |
| Тисяча способів померти | Mille modi per morire    | Покажіть зі своєї руки карту «Мимо!» та інша карта тієї ж масті                     |
| Хороша компанія         | In buona compagnia       | Скинути карту, а потім зіграти картку з такою ж назвою (або навпаки)                |
| Чак-удача               | Il Mulino d'Oro          | Скинути картку «Бенг!»                                                              |
| Швидка смерть           | Una morte veloce         | Вдарте іншого гравця за допомогою карти «Бенг!»                                     |
| Ще декілька карт        | Per qualche carta in più | Скиньте принаймні одну зайву карту в кінці свого ходу                               |

## Видання
| Видавець | Рік  | Примітка |
| -------- | ---- | --- |
| daVinci  | 2002 | Перше видання: - Містить горизонтальну картону коробку, яка відкривається з боку. На обкладинці зображено дуель. - Тираж 2400 примірників, 200 з них мають відмітку «Best of Show Lucca Comics & Games 2002» |
| daVinci  | 2003 | Друге видання: - Вертикальна коробка з білим пластиковим контейнером для карт. На обкладинці зображений персонаж «Чоловік без імені» - Були поліпшені правила: 1. Шериф отримує на одну одиницю здоров'я більше 2. Ефект карти «В'язниця» змінився. В першому виданні потрібно було під час перевірки витягнути чирву або динаміт, щоб вийти з в'язниці, але якщо цього не сталось гравець залишався у в'язниці на ще один хід. 3. Кіт Карсон має чотири одиниць здоров'я замість трьох, а Том Кетчум може отримати одну одиницю здоров'я за дві скинуті карти замість трьох |
| Modiano  | 2003 | - Горизонтальна коробка з синім пластиковим контейнером для карт. - Тираж склав близько 1000 примірників, які продавались у тютюнових кіосках. |
| daVinci  | 2007 | Третє видання: - На спеціальні карти був доданий короткий текстовий опис дії ефекту. |
| daVinci  | 2008 | Четверте видання: - Кожному гравцеві був передбачений гральний планшет, на якому можна розмістити патрони, картку ролі, персонажа та зброю, якщо зброя відсутня, то на планшеті надрукований Colt.45. - Змінено зображення деяких карт. |

## Спеціальні видання

### Бенґ! Куля! (2007)
Видання включає в себе зірку шерифа, базову гру (третє видання), доповнення «Рівно опівдні» (друге видання), «Додж-Сіті» (друге видання) та «Жменя карт» (друге видання), також було додано дві додаткові карти до доповнення «Рівно опівдні» та три карти персонажа.

### Бенґ! 10 років (2012)
До десятої річниці гри було випущено спеціальне видання в металевій коробці прямокутної форми. Витання містить останнє видання базової гри, 7 гральних планшетів, 30 дерев'яних патронів та 10 додаткових персонажів.

### Бенґ! Динаміт (2023)
Виданий на честь 20-ї річниці гри. Набір містить базову гру, коробку для зберігання базової гри та доповнень, динаміт, 34 дерев'яні кулі та 8 гральних планшетів з комірками для карт та патронів.

### Бенґ! Динаміт. Колекційне видання (2023)
Набір містить базову гру та всі доповнення, 9 додаткові карти, 34 дерев'яні кулі та 8 гральних планшетів з комірками для карт та патронів

## Стратегія
22 листопада 2002 року Еміліано Шарра опублікував стратегічні поради на BoardGameGeek.
Оскільки відомий лише шериф, важко зрозуміти, хто яку роль виконує. Як правило, роль гравця виявляється, якщо він намагається вистрілити або іншим чином завдати шкоди шерифу. Ролі інших гравців можна виявити, якщо вони намагаються завдати шкоди тим, хто завдав шкоди шерифу. Перевага приховування своєї ролі від ворогів має бути зважена з необхідністю досягнення мети.
Оскільки ренегат програє, якщо шериф помре, коли в грі ще є інші гравці, цей гравець має певною мірою захищати шерифа, доки не залишиться з ним віч-на-віч. В бандитів кінцева мета — убити шерифа. Це призводить до подвійного характеру ренегата, який намагається послабити кожну сторону (бандитів та заступників), зберігаючи шерифа живим до кінця. Це також ускладнює визначення, хто є бандит, хто заступник, а хто ренегат, оскільки їхні дії можуть бути схожими.

## Нагороди
| Рік  | Нагорода              | Категорія                                | Результат |
| ---- | --------------------- | ---------------------------------------- | --------- |
| 2002 | Lucca Comics & Games  | Найкраща італійська гра                  | Перемога  |
| 2003 | Acquicomics           | Найкраща італійська гра                  | Перемога  |
| 2003 | Origins Award         | Найкраща традиційна карткова гра         | Перемога  |
| 2003 | Origins Award         | Найкращий графічний дизайн карткової гри | Перемога  |
| 2003 | Japan Boardgame Prize | Найкраща прогресивна гра                 | Номінація |
| 2004 | Česká hra roku        | Найкраща гра року                        | Номінація |
| 2005 | Česká hra roku        | Найкраща гра року                        | Номінація |
| 2007 | Golden Geek Awards    | Найкраща карткова гра                    | Номінація |
| 2007 | Golden Geek Awards    | Найкраща настільна гра для компанії      | Номінація |
| 2017 | Guldbrikken           | Найкраща кімнатна гра                    | Номінація |

## Українське видання
У травні 2024 року інтернет-магазин настільних ігор українською мовою «munchkin.pp.ua» презентував українське видання гри. На початку жовтня 2024 року інтернет-магазин настільних ігор «Geekach» анонсував передзамовлення за настільну гру.
Разом з базовою грою було перекладено доповнення «Додж-Сіті». Доповнення містило дві порожні карти для створення власної гральної карти та персонажа.